# Biatlon op de Olympische Winterspelen 1968
Biatlon is een van de sporten die beoefend werden tijdens de Olympische Winterspelen 1968 in Grenoble, Frankrijk. De wedstrijden vonden plaats in Autrans in Autrans-Méaudre en Vercors.

## Heren

### 20 kilometer individueel
| Rang   | Sporter(s)            | Land | Tijd      | Pen. |
| ------ | --------------------- | ---- | --------- | ---- |
| Goud   | Magnar Solberg        | NOR  | 1:13:45.9 | 0    |
| Zilver | Aleksandr Tichonov    | URS  | 1:14:40.4 | 2    |
| Brons  | Vladimir Goendartsev  | URS  | 1:18:27.4 | 2    |
| 4      | Stanisław Szczepaniak | POL  | 1:18:56.8 | 1    |
| 5      | Arve Kinnari          | FIN  | 1:19:47.9 | 2    |
| 6      | Nikolaj Poezanov      | URS  | 1:20:14.5 | 3    |
| 7      | Viktor Mamatov        | URS  | 1:20:20.8 | 1    |
| 8      | Stanisław Łukaszczyk  | POL  | 1:20:28.1 | 4    |

### 4 x 7,5 kilometer estafette
| Rang   | Sporter(s)                                                              | Land | Tijd      | Pen. |
| ------ | ----------------------------------------------------------------------- | ---- | --------- | ---- |
| Goud   | Aleksandr Tichonov Nikolaj Poezanov Viktor Mamatov Vladimir Goendartsev | URS  | 2:13.02.4 | 2    |
| Zilver | Ola Wærhaug Olav Jordet Magnar Solberg Jon Istad                        | NOR  | 2:14:50.2 | 5    |
| Brons  | Lars-Göran Arwidson Tore Eriksson Olle Petrusson Holmfrid Olsson        | SWE  | 2:17:26.3 | 0    |
| 4      | Józef Różak Andrzej Fiedor Stanisław Łukaszczyk Stanisław Szczepaniak   | POL  | 2:20:19.8 | 4    |
| 5      | Juhani Suutarinen Heikki Flöjt Kalevi Vähäkylä Arve Kinnari             | FIN  | 2:20:41.8 | 5    |
| 6      | Heinz Kluge Hans-Gert Jahn Horst Koschka Dieter Speer                   | GDR  | 2:21:54.5 | 4    |
| 7      | Gheorge Cimpoia Constantin Carabela Nicolae Barbarescu Wilhelm György   | ROU  | 2:25:39.8 | 4    |
| 8      | Ralph Wakely Edward Williams William Spencer John Ehrensbeck            | USA  | 2:28:35.5 | 8    |

## Medaillespiegel
| Plaats | Land        | NOC    | Goud | Zilver | Brons | Totaal |
| ------ | ----------- | ------ | ---- | ------ | ----- | ------ |
| 1      | Sovjet-Unie | URS    | 1    | 1      | 1     | 3      |
| 2      | Noorwegen   | NOR    | 1    | 1      | 0     | 2      |
| 3      | Zweden      | SWE    | 0    | 0      | 1     | 1      |
| Totaal | Totaal      | Totaal | 2    | 2      | 2     | 6      |